# NBSテレビ朝刊 FNN
『NBSテレビ朝刊 FNN』（エヌビーエステレビちょうかん エフエヌエヌ）は、1971年4月5日から1975年9月までと1977年4月4日から1982年3月31日までの2期にわたって長野放送で放送されていた、フジテレビ発の全国ニュース番組『FNNテレビ朝刊』の差し替えタイトルである。

## 第1期
差し替え番組の『FNNテレビ朝刊』自体は長野放送が開局した1969年4月1日時点で放送されていたが、開局してから2年間は放送開始が午前8時50分と遅かったために放送されず、同局が早朝放送を開始した1971年春の改編を機に放送開始された。この時期の放送時間は全日共通で、7:30 (JST) からの15分間であった。
1975年9月30日、その翌日に『FNNニュース7:30』がスタートするのを受けて番組は一旦終了した。

## 第2期
それから1年半後の1977年4月4日、放送開始時刻が7時15分に繰り上がるのを受けて番組は復活した。この時期の放送時間もやはり全日共通で、7:15 (JST) からの15分間であった。
番組が1982年3月31日に再度終了した後、NBSは平日の同時間帯で『FNNモーニングワイド ニュース&スポーツ』を差し替え無しで放送。そして土曜日には『中日新聞ニュース』を、日曜日には『産経テレニュースFNN』と独自の差し替えタイトルを放送した。

## 差し替えの特徴
- タイトル・提供スポンサーテロップともに独自のテロップカードを使用していた。
- 第1期は不明、第2期は赤いバックにテレビ送信アンテナを重ね合わせたもので、上に「NBS」、中央に「テレビ朝刊」、下に「FNN」と書かれていた。
- さらにエンディングでは下の隣に「終」と書かれていた。
- スポンサーバックは北アルプスの写真が使用され、下に提供スポンサーが描かれていたが、この時期のスポンサーはマツダの長野県ディーラーのひとつ・信濃マツダ（現:甲信マツダ）であった。